# 白尾鼴屬
白尾鼴屬（白尾鼴），哺乳綱、食蟲目 、鼴科的一屬，而與白尾鼴屬（白尾鼴）同科的動物尚有美洲鼴屬（美洲鼴）、甘肅鼴屬（甘肅鼴）、毛尾鼴屬（毛尾鼴）、北美鼩鼴屬（北美鼩鼴）等之數種哺乳動物。